# Kezdődik az ének
A Kezdődik az ének és a Adventi kyrie két hasonló dallamú egyházi ének. Mindkét dallam a Kyrie Sanctorum lumen (Szentek fényessége) kezdetű régi gregorián ének egymástól eltérő alakban tropizált változata.

## Kezdődik az ének
A Kyrie Sanctorum lumenben a Kyrie/Christe és az eleison szavak  közé  iktatódik  be a trópus. A dallamváltozat a XVII. századi Magyar Cantionale-ből való. A Szent vagy, Uram!-ba átvételkor Harmat Artúr a dallamon nem változtatott, de a szabad ritmust strófikus 4/4-es üteműre alakította. Ezáltal a dallamhangsúlyok eltolódtak.
Szövegét Mentes Mihály írta a XX. században. A szöveg teljesen új, már nem adventi.
Feldolgozások:
| Szerző      | Mire                 | Mű                       |
| ----------- | -------------------- | ------------------------ |
| Tóth József | népre és vegyeskarra | 10 egyházi ének, 8. ének |

Kezdődik az ének az Úr fölségének,

kezdődik a szent áldozat.

Alázatos hittel imánk hozzád sír fel,

ó, Atyánk, kegyesen fogadd.

Bűnbánó szívvel koldulunk,

könyörülj népeden, Urunk,

érte halt halált szent Fiad.

## Adventi kyrie
Miután a Magyar Cantionale-ből a Szent vagy, Uram!-ba került ének népszerű lett, a jelenleg érvényes katolikus énekeskönyvbe, az Éneklő Egyházba felvettek a Kyrie Sanctorum lumen egy másik, a Cantus Catholici 1675-ös kiadásából (Editio Szelepcseniana) származó változatát is. Az Cantus Catholici a szöveget latinul és magyarul is közli. Az Éneklő Egyházba Kájoni János 1676-ban készült, kéziratos Cantionale  Catholicum című művében szereplő szöveg került.
Ez az ének a Kyrie Sanctorum lumen egy másik tropizált változata: a melizmatikus
Kyrie  eleison, Christe eleison dallamsor egy az egyben megismétlődik szillabikus szövegbetéttel, majd  magyarul következik az Uram, irgalmazz minekünk! Így a szöveg megvalósítja a 3×3 soros kyrie-formát, míg a dallam 3×2 soros.
1. Kyrie eleison! Szentek fényessége, mennynek

    Ékessége: Uram, irgalmazz minekünk!

2. Christe eleison! Istennek szent Fia, Mária

    Magzatja, Krisztus, kegyelmezz minekünk!

3. Kyrie eleison! Jöjj el már, látogass minket,

    Tisztítsd meg bűntől lelkünket! Uram,

    Irgalmazz minekünk!

## Felvételek
- Kezdődik az ének az Úr fölségének... YouTube (2016. június 26.)  (Hozzáférés: 2017. február 10.) (audió)
- Kezdődik az ének - Mise ének - H229. www.szolgalohittan.hu (Hozzáférés: 2017. február 10.) (audió)[halott link]
- Kezdődik az ének az Úr fölségének- Hungarian Catholic Hymn (Viscount Chorale 8). YouTube (2016. november 20.)  (Hozzáférés: 2017. február 10.) (videó) orgona
- Kyrie Sanctorum lumen - Gloria. YouTube (1986. június 3.)  (Hozzáférés: 2018. február 11.) (audió)